# Coppa in Fiera San Salvatore
Pour les articles homonymes, voir San Salvatore.
La Coppa in Fiera San Salvatore est une course cycliste italienne disputée au mois de septembre autour de Bucine, en Toscane.

## Palmarès depuis 2001
| Année     | Vainqueur           | Deuxième            | Troisième         |
| --------- | ------------------- | ------------------- | ----------------- |
| 2001      | Domenico Passuello  | Manuele Mori        | Antonio D'Aniello |
| 2002-2004 | ?                   | ?                   | ?                 |
| 2005      | Andrea Fammoni      | Maxim Polischuk     | Davide Bonuccelli |
| 2006      | non disputé         | non disputé         | non disputé       |
| 2007      | Marco Stefani       | Mariano Fichera     | Paolo Ciavatta    |
| 2008      | Fabio Taborre       | Alexander Zhdanov   | Alfredo Balloni   |
| 2009      | Leonardo Pinizzotto | Manuel Fedele       | Teddy Turini      |
| 2010      | Alexander Zhdanov   | Alessandro Malaguti | Thomas Pinaglia   |
| 2011      | Rafael Andriato     | Simone Camilli      | Thomas Fiumana    |
| 2012      | Dúber Quintero      | Alberto Bettiol     | Marco Zamparella  |
| 2013      | Silvio Giorni       | Sebastian Stamegna  | Simone Fruini     |
| 2014      | Fabio Tommassini    | Marco Corrà         | Simone Viero      |
| 2015      | Alex Turrin         | Maxim Rusnac        | Stefano Verona    |
| 2016,     | Paolo Baccio        | Antonio Zullo       | Gracjan Szeląg    |
| 2017      | Mirco Sartori       | Lorenzo Friscia     | Filippo Tagliani  |
| 2018      | Adriano Brogi       | Filippo Magli       | Fabrizio Titi     |
| 2019      | Francesco Zandri    | Raffaele Radice     | Filippo Magli     |